# Axminster
Axminster es una localidad comercial ubicada en el límite oriental de Devon, Inglaterra. Se erige sobre una colina desde la cual se puede ver el río Axe, que corre en dirección al Canal de la Mancha, encontrándose su desembocadura cerca del pueblo de Axmouth. Se sitúa dentro del distrito de gobierno local de East Devon. Tiene una población de alrededor de 6 mil habitantes y es ciudad hermana de la localidad francesa de Douvres-la-Délivrande, en el departamento de Calvados.